# Nigel Dick
Nigel Andrew Robertson Dick (Catterick, North Yorkshire, 21 de março de 1953) é um diretor de videoclipes e cinema, escritor e músico britânico com base em Los Angeles, na Califórnia.
Ele dirigiu o videoclipe "...Baby One More Time" da Britney Spears e "I Think I'm in Love with You" da Jessica Simpson, além de quase outros trezentos vídeos, incluindo os clássicos das bandas Oasis, "Wonderwall" e "Champagne Supernova" e Guns N' Roses, "Sweet Child o' Mine", "Welcome To The Jungle", "Paradise City" e "Patience".